# 이튼 (버크셔주)

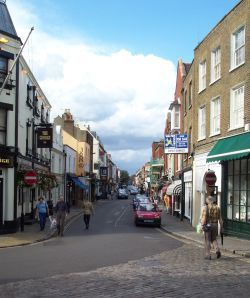
이튼 하이 스트리트의 모습

이튼(영어: Eton)은 잉글랜드 버크셔주에 있는 타운이자 행정 교구이다. 행정 구역상으로는 윈저 메이든헤드 왕립구에 속해 있다. 윈저에서 템스강을 사이에 두고 강 건너에 위치하고 있으며 윈저와 윈저 교로 연결되어 있다. 이튼은 버킹엄셔주에 속해 있었지만, 1974년에 버크셔 주에 편입되었다. 1998년부터 윈저 메이든헤드의 일부가 되었다. 퍼블릭 스쿨로 유명한 이튼 칼리지가 위치해 있다.